# Antonio I Acciaioli
Antonio I Acciaioli (también escrito Acciaiuoli o Acciajouli; fallecido en enero de 1435), llamado el Bastardo, fue el hijo ilegítimo de Nerio I de Atenas y su amante María Rendi. Se convirtió en duque de Atenas a la muerte de su padre (1394), pero fue expulsado ese mismo año por la República de Venecia, el ejecutor de la voluntad de Nerio. Durante su carrera bélica como duque desde 1402 hasta su muerte, fue un terror para sus vecinos, pero mantuvo sus dominios internamente pacíficos.
Por voluntad de su padre heredó el castillo de Lebadea y el gobierno de la ciudad de Tebas. Apoyó a Teodoro I Paleólogo, déspota de Morea, contra el déspota de Epiro, Carlo I Tocco. En 1397, invadió el Ática con intenciones expansionistas.
En 1400, Venecia nombró a uno de los suyos, Nicolò Vitturi, podestà en Atenas. En 1402, Antonio sitió la ciudad y la tomó, siendo proclamado duque por la población. En agosto, Venecia ofreció 8.000 hyperpyrones para la ciudad y en noviembre Tommaso Mocenigo fue enviado a ofrecer 1.700 ducados. En enero o febrero de 1403, Vitturi rindió finalmente el castillo y en ese último mes, Bernardo Foscarini, el bailío veneciano de Negroponte fue capturado en batalla. El 31 de marzo de 1405, se firmó un tratado de paz entre Antonio y Venecia.
La carrera de Antonio fue militarista y aventurera. En 1406, tomó Staria (cerca de Negroponte) y en 1410 se unió a los turcos otomanos para devastar la ciudad de Nauplia, que estaba en poder veneciano. En 1419, una paz entre los turcos y Venecia pidieron a Mehmed I que solicitara a Antonio cesar sus hostilidades contra los venecianos. En 1423, él estaba en guerra con Teodoro II de Morea y ocupó Corinto.
Antonio nunca olvidó sus raíces florentinas y se esforzó por hacer de Atenas una capital con la misma cultura: con la renovación de los monumentos, en cartas condescendientes, y el fomento de la caballería. El 7 de agosto de 1422, concedió privilegios a los comerciantes florentinos en Atenas. En ese año, Alfonso V de Aragón reclamó sus derechos mediante el nombramiento de Tommaso Beraldo, un duque catalán. Giovanni Acciaioli, tío de Antonio y arzobispo de Tebas, que estaba entonces en Roma, fue enviado a Venecia para apelar la designación de Tommaso al senado allí, pero las súplicas fueron ignoradas. 
Antonio murió en el poder en enero de 1435 sin hijos legítimos y su sucesión al ducado fue disputada entre sus sobrinos Nerio II y Antonio II, y su viuda (María Melissena).